# 가상 사설 서버

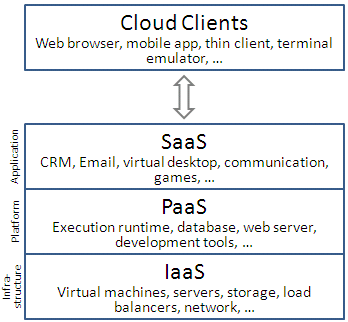

가상 사설 서버(virtual private server, VPS) 혹은 가상 전용 서버는 하나의 물리적 서버를 나누어 여러 개의 가상 서버로 사용하는 가상화 방법의 한 형태이다. 이것은 메인 프레임과 같이 예전부터 익히 알려진 것이었으나 최근 VMware, 젠, FreeBSD Jail, 유저 모드 리눅스(UML), 리눅스-V서버, FreeVPS, OpenVZ, 그리고 Virtuozzo와 같은 기술들이 발전함에 따라 다시 주목을 받게 되었다.

## 인터넷 호스팅
인터넷 호스팅 서비스 산업에서, 가상 사설 서버는 공유 웹 호스팅 서비스와 전용 호스팅 서비스 사이의 간극을 메꿀 수 있는 방법이며, 여러 호스팅 회사가 주요 서비스로 빠르게 받아들이고 있다.
회사는 각 사용자들이 물리적으로 서버를 건드리지 않도록 하면서 슈퍼 유저 수준의 접근을 제공할 수 있다. 그래서 다른 사람들과 서버를 공유하는 환경에서 운영하기 힘든 환경을 가진 개인이나 회사에 의해 널리 사용된다.

## 클라우드 서버
동적인(런타임 동안 변경이 가능한) VPS는 흔히 클라우드 서버로 부른다. 주요 특성은 다음과 같다:
- 추가적인 하드웨어 자원들을 런타임 동안에 추가할 수 있다. (CPU, RAM)
- 서버 실행 중에 서버를 다른 하드웨어로 옮길 수 있다.

## 컴퓨터 보안
가상 사설 서버가 널리 알려지는 또 하나의 까닭은 샌드박스를 만들 수 있기 때문이다. 예를 들어, 어떤 하나의 물리적인 서버가 두 개의 사설 서버를 운영하고 있다고 하자. 하나는 실제 운영되는 웹 사이트를 맡고 있고 나머지 하나는 그것의 복사본을 운영한다. 만약 아주 중대한 소프트웨어 업데이트를 해야 한다면 그들은 두 번째 복사본 서버에서 테스트해 볼 수 있다.
가상 사설 서버는 또 허니팟을 위해 사용되는데, 허니팟은 보안문제가 있는 소프트웨어를 일부러 운영하는 것이다. 하나의 서버에 여러 개의 가상 서버를 운영하기 쉽기 때문에 허니팟을 운용하는 데에 편리하다.

## 같이 보기
- 가상화
- 에뮬레이션
- 가상 머신
- 준가상화
- 운영 체제 수준의 가상화